# Без права на пощаду
«Без права на пощаду» — радянський художній двосерійний телефільм 1970 року, режисера Леоніда Полонського.

## Сюжет
У заводському селищі убита молода жінка. В ході непростого і копіткого розслідування слідчий прокуратури викриває вбивцю — людину, яка, як з'ясувалося, під час Німецько-радянської війни була пособником фашистів.

## У ролях
- Борис Бєлов — Аркадій Васильович, слідчий
- Борис Дмитрієв — Микола Павлович, слідчий
- Юрій Кисельов — Федір Семенович Борисенко, лікар залізничної лікарні
- Римма Бєлякова — Валентина Кравцова
- Ельвіра Горюнкова — Нюся, сусідка Валентини Кравцової
- Валентина Єрмакова — Антоніна Гаврилівна Кнопіна, подруга Косовича, адміністратор обласної філармонії
- Галина Зайцева — Алла Семенівна Трегубова, рідна сестра Борисенка
- Лідія Колесникова — Марія Гаврилівна, мати Косовича
- Людмила Муратова — тітка Оксана, сусідка Бедулей в Боровичах
- Антоніна Никонорова — Анна Василівна, сусідка Валентини Кравцової
- Олена Росс — Олександра Олексіївна Бондарева, дружина Борисенка
- Яків Рубін — архіваріус
- Юрій Саг'янц — Костянтин Георгійович Ходжикян, сусід потерпілої Кравцової
- Валентина Строганова — Віра Степанівна Прохорова, кондуктор автобуса
- Ростислав Ярський — Геннадій Косович
- Володимир Ануфрієв — епізод
- Володимир Аукштикальніс — понятий
- Ірина Афанасьєва — епізод
- Костянтин Булгаков — епізод
- Микола Дуксін — епізод
- Володимир Євстаф'єв — епізод
- Сергій Легенський — епізод
- Тамара Лученкова — епізод
- Олена Чуйко — епізод
- Віталій Молодецький — епізод
- Валентина Нємцова — Клавдія Федорівна, сусідка Марії Гаврилівни
- Рудольф Челіщев — Петя, диспетчер автобусного парку
- Олександр Єсін — син Аркадія Васильовича

## Знімальна група
- Режисер — Леонід Полонський
- Сценаристи — Аркадій Виницький, Леонід Полонський
- Оператор — Віль Абузяров
- Композитор — Арнольд Бренінг
- Художник — Віктор Чеплигін